# Robin Carnegie
Robin Carnegie (22 de junho de 1926 - 1 de janeiro de 2011) foi um militar inglês, veterano do exército britânico que tinha a patente de tenente-general. Foi condecorado com a Ordem do Império Britânico.